# Alla ricerca di Tadzio
Alla ricerca di Tadzio és un documental italià del 1970 dirigit per Luchino Visconti i produït per a la cadena de televisió pública Rai per la signatura Cinema 70, d'Alberto Luna.

## Argument
El documental mostra el llarg i extenuant procés de selecció entre centenars de nois, en les audicions que va realitzar el propi director, per a trobar a l'actor adequat per al paper de l'adolescent Tadzio per a la pel·lícula Morte a Venezia, adaptació de la novel·la curta homònima, de Thomas Mann.
Aquests preparatius el van portar a diverses ciutats europees, incloent Venècia, Munic, Budapest, Varsòvia, Hèlsinki i Estocolm.
Després d'haver observat a molts nois al final es va triar al jove suec Björn Andrésen, aleshors de 15 anys, que és el que representaria al personatge en la pel·lícula.

## Repartiment
- Luchino Visconti.
- Björn Andrésen.

## El veritable Tadzio

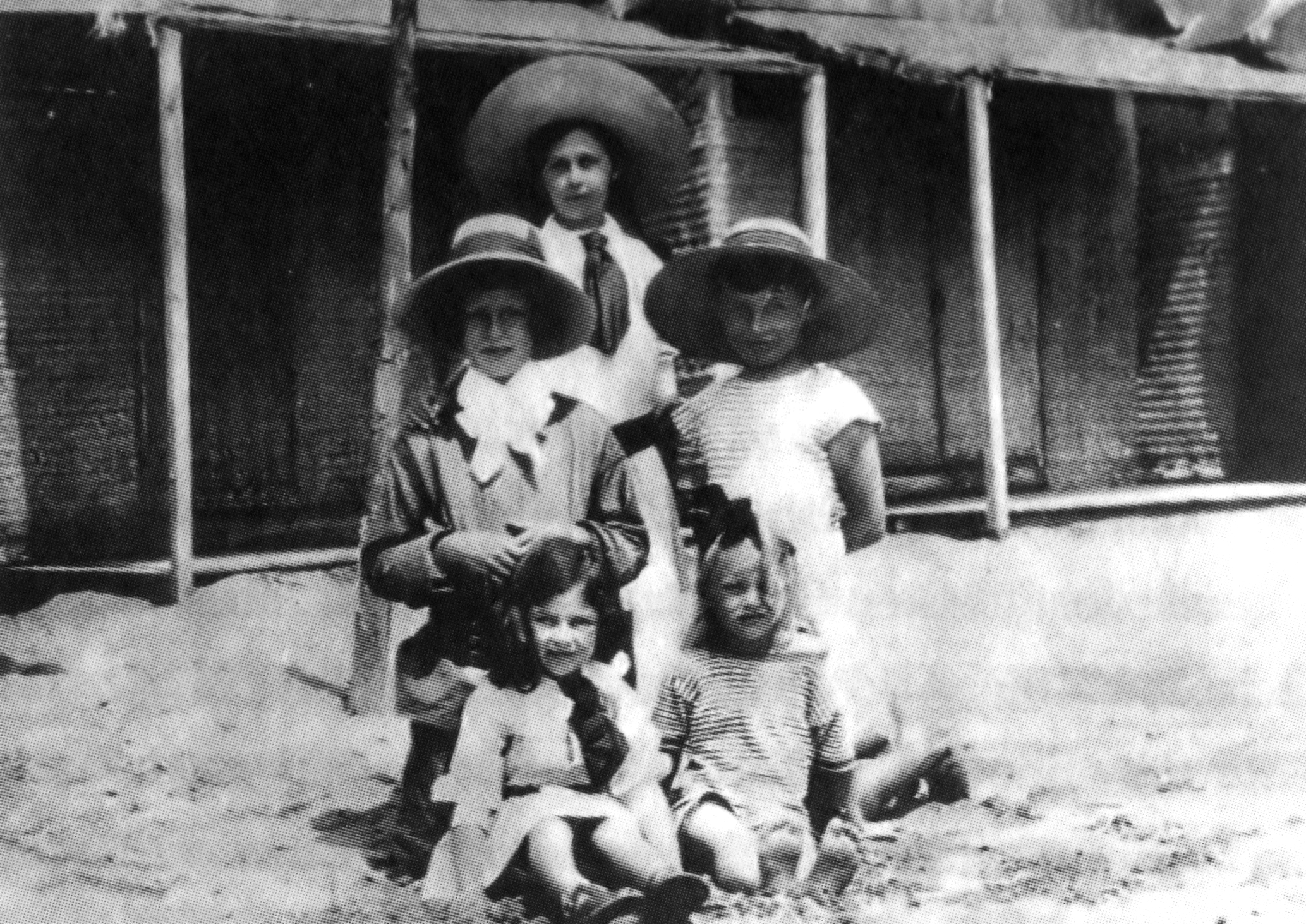
Władysław Moes (centre, esquerra) al Lido de Venècia amb les seves germanes i el seu amic Jan Fudakowski (1911)

El veritable Tadzio es deia Władysław Moes, va néixer el 17 de novembre de 1900 i va morir el 17 de desembre de 1986. Tenia 11 anys quan Thomas Mann el va conèixer durant el seu viatge a Venècia al maig-juny de 1911.
Władysław Moes va ser trobat pel traductor polonès de les obres de Mann, Andrzej Dołęgowski, a la dècada de 1960. L'esmenta la dona de l'escriptor, Katia Mann, a les seves memòries. Gilbert Adair li va consagrar un assaig, The Real Tadzio (2001).